# Демократическая рабочая партия (Бразилия)
Демократическая рабочая партия (Демократическая трабальистская партия; порт. Partido Democrático Trabalhista) — политическая партия Бразилии. Основана Леонелем Бризолой в 1979 году как Бразильская рабочая партия в продолжение аналогичной «трабальистской» партии президента Жуана Гуларта, существовавшей до военного переворота 1964 года.
Регистрационный избирательный номер партии Бразилии — «12». Член Социнтерна (консультативный с 1986 года, полноправный с 1989 года). Лидер партии — Карлос Эдуардо Виейра да-Кунья. Имеет 26 депутатов в Палаты депутатов и 4 депутата в Сенате.
Придерживается левых позиций, опирается на идеи демосоциализма и левого популизма.

## История
Партия была основана бывшими членами старой БРП (и текущими членами единственной санкционированной к тому моменту властью оппозиционной партии Бразильского демократического движения) во главе с Бризолой для консолидации левых в борьбе против военной диктатуры. Изначально претендовала на то же название, однако власти оставили его за представителями правого крыла БРП под началом Ивете Варгас. В момент основания провозглашала трабальизм бразильским путем строительства демократического и социалистического общества, в дальнейшем продолжала отстаивать самобытный «тропический социализм».
ДРП была ведущей левой силой Бразилии до подъёма Партия трудящихся — от последней её отличало то, что Бризола, хотя не был и антикоммунистом, однако склонялся к немарксистскому социализму. Находясь в эмиграции, Бризола установил связи с международной социал-демократией. Изначально выступала за укрепление государственного сектора и плановую экономику, национализацию банков и важнейших областей хозяйства, аграрную реформу и полную занятость. В дальнейшем идеи ДТП стали более умеренными: хотя она больше не требовала национализации, но продолжала выступать против приватизации, за создание рабочих мест, расширение социальных гарантий, достпуность здравоохранения и образования.
В 1981 году была основана молодёжная организация партии — «Рабочая молодёжь» (затем переименованная в «Социалистическую рабочую молодёжь» и в 1985 в «Социалистическую молодёжь»), поддерживавшая переименование в Социалистическую партию.
После восстановления демократии свой лучший в процентном соотношении результат ДРП показала на президентских выборах 1989 года, когда её исторический лидер Бризола получил 16,5 % голосов, однако всё же на процент уступил кандидату Партии трудящихся Луле да Силва и не прошёл во второй тур. На следующих выборах в 1994 году Бризола получил лишь 3,2 %, и в 1998 году не стала выставлять своего кандидата, а поддержала кандидатуру Лулы в обмен на пост вице-президента для Бризолы. 
На парламентских выборах 2002 года, на которых Лула наконец победил, ДРП не стала поддерживать его кандидатуру, отдав предпочтение кандидату Социалистической народной партии Сиру Гомесу (который в 2015 году сам перейдёт в ДРП и станет её кандидатом в президенты в 2018 году). После избрания Лулы президентом к ДРП примкнул ряд представителей левого крыла ПТ, включая бывшего министра образования Кристовама Буарки, выставленного ДРП на президентских выборах 2006 года и занявшего четвёртое место с 2,64 % голосов.
Демократическая рабочая партия была первой партией будущей главы государства Дилмы Русеф, затем перешедшей в Партию трудящихся. Хотя ДРП голосовала против импичмента Русеф, шесть депутатов от неё поддержали этот процесс, за что у пяти из них был приостановлен, а ещё у одного — отозван мандат.